# Plénée-Jugon
Plénée-Jugon (bret. Plened-Yugon) – miejscowość i gmina we Francji, w regionie Bretania, w departamencie Côtes-d’Armor.
Według danych na rok 1990 gminę zamieszkiwało 2235 osób, a gęstość zaludnienia wynosiła 36 osób/km² (wśród 1269 gmin Bretanii Plénée-Jugon plasuje się na 272. miejscu pod względem liczby ludności, natomiast pod względem powierzchni na miejscu 39.).